# Miguel López de Carrizosa y de Giles
Miguel López de Carrizosa y de Giles, ii marqués de Mochales (Jerez de la Frontera, 1857-Madrid, 21 de julio de 1919), fue un abogado y político español, senador, y diputado, que fue ministro de Abastecimientos poco más de un día, debido a su fallecimiento en el cargo.

## Biografía
Nacido en Jerez en 1857, era hijo de Francisco Javier López de Carrizosa y Pavón y M.ª Rosario de Gile y Rivao, marqueses de Casa Pavón. Estudió derecho en Sevilla.
Director general de Propiedades y Derechos del Estado entre 1890 y 1892, senador en Cortes por las provincias de Cádiz y Orense y vitalicio desde 1908, ejerció como ministro de Abastecimientos entre el 20 y el 21 de julio de 1919, fecha de su muerte. Falleció en la noche del día 21 tras unas deliberaciones del Consejo del Ministros, en Madrid.